# Xuxinha
Xuxinha (ou Turma da Xuxinha) é uma franquia de mídia que gira em torno de personagem fictícia de mesmo nome baseada na apresentadora infantil Xuxa Meneghel. Foi criada pelo desenhista argentino José Isaac Huña em 1997.
A personagem se tornou conhecida por ter sido fortemente usada pela Xuxa Produções entre o final dos anos 90 e os anos 2000 tanto em programas de TV como Xuxa Park e TV Xuxa, como em animações, revistas. A personagem foi dublada por Marisa Leal nos primeiros anos e posteriormente por Flávia Saddy de 2005 em diante.

## História
Depois do fim do programa Xou da Xuxa em 1992, a marca "Turma da Xuxa" (composto pelos personagens Dengue, Praga, Moderninho e Xuxo) foi aos poucos sendo descontinuada. Até que, em 1996, o personagem Xurumelo foi criado para ser o mascote da apresentadora Xuxa, possuindo sua própria turma composta pelos personagens Monstrocão, Óliver e Emmanuella, além de protagonizar sua própria revista de desenhos pra colorir publicada pela Editora Abril.
Em 1997 a personagem Xuxinha foi desenhada pelo artista plástico, diretor e desenhista José Isaac Huña de forma espontânea e enviada à Xuxa Produções em 1998, que era dirigida por Marlene Mattos, na época. As características da personagem são relacionadas à apresentadora Xuxa, como os cabelos loiros com "xuquinhas", gestos, roupas e traços bem femininos e brincos em forma de X, características herdadas do visual de Xuxa nos anos 80 e 90. Para uso da Xuxa Produções, a Xuxinha passou a ser desenhada pelo então designer Reinaldo Waisman. No mesmo ano foi criado e veiculado no programa Xuxa Park um desenho animado em 2D que explica a história da Xuxinha como se ela fosse um anjo-da-guarda de Xuxa que precisa ajudar mais crianças na Terra, já que a Xuxa está crescida, e decide se revelar para a apresentadora que arranca suas asas de anjo, para que a Xuxinha possa viver e cuidar de outras crianças na Terra.
Outros desenhos animados mais curtos que este foram veiculados no Xuxa Park de 1999 a 2001, com a Xuxinha dando dicas educativas para as crianças.
Em 1998, a Xuxa Produções decide lançar o que virou o principal produto da Turma da Xuxinha: a linha de higiene infantil "Turma da Xuxinha by Baruel Baby". Para isso, foi necessário criar um personagem masculino que tivesse as características da Xuxinha: o Guto. A esta altura, a Turma da Xuxinha era composta pela Xuxinha, Guto, um cachorrinho sem nome que viria ser o protótipo do Txutxucão, além do Xurumelo e uma mosquinha de nome Zig-Zig.
Xurumelo e Zig-Zig foram desaparecendo com o tempo e o cachorrinho sem nome evoluiu para o personagem Txutxucão, a partir da série "Xuxa Só Para Baixinhos", que também apresentava o novo personagem Teddy (O Polvo).
Mais alguns novos personagens foram integrados à Turma da Xuxinha, como a elefanta Bila Bilú, o Coelhinho Fufu e o, mais recente, hipopótamo Moio, de acordo com as necessidades do projeto "XSPB".
Em 2005, a turma passa por um redesign de padronização dos personagens, para desgosto de alguns fãs que preferiam a forma antiga dos desenhos da Xuxinha. Tal padronização foi necessária para a produção do novo filme longa-metragem de animação protagonizado pela Turma da Xuxinha. Além disto, por conta do filme, os personagens Jonas, Biel, Seu Sid, Dona Rô e Euclides Arquimedes foram adicionados à turma, mas só apareceram de forma efetiva no filme, sendo muitas vezes excluídos da maioria dos produtos com o nome Xuxinha.
Uma curiosidade é que, em 2004, com o lançamento de uma linha de biscoitos da Turma da Xuxinha, uma personagem de nome "Leka", branca e com cabelos crespos e negros, com penteado similar ao da Xuxinha, só que mais longos, aparecia nas embalagens, mas nunca foi vista no XSPB ou nos programas da Xuxa na televisão.

## Personagens
- Xuxinha - É uma garota inspirada na Xuxa como uma criança. Quando foi criada, era um anjo da guarda que foi mandado à Terra para proteger a Xuxa na sua juventude. Após um tempo, ela passou a aparecer em vários produtos como uma garota normal. Até ser revelado no filme Xuxinha e Guto contra os Monstros do Espaço em que ela deixa a Xuxa e passa a cuidar de Guto, mas no final se torna uma criança humana e se torna irmã de Guto.

- Guto - É um menino amigo da Xuxinha muito parecido com ela, tendo os mesmos cabelos loiros e olhos azuis. Ele também foi protagonista do filme Xuxinha e Guto contra os Monstros do Espaço. Nesse filme ele tinha um amigo chamado Jonas que formavam uma dupla conhecida como "Dupla Pimenta". Seu verdadeiro nome é Gustavo.

- Txutxucão - É um cachorro antropomórfico que foi criado a princípio para os clipes de Xuxa Só Para Baixinhos, mas depois se tornou um personagem da Turma da Xuxinha. Ele se comunica apenas por latidos embora aja feito um ser humano. Ele também apareceu no filme Xuxinha e Guto contra os Monstros do Espaço como um detetive. Após o filme, ele também estrelou um seriado no TV Xuxa chamado "Triângulo em Ação" ainda como detetive, chegando inclusive aprender a falar no decorrer da história.

- Jonas - É um garoto que aparece somente no filme Xuxinha e Guto contra os Monstros do Espaço. No filme ele era o melhor amigo de Guto formando a "Dupla Pimenta", porém muito desastrado, sempre se machucando entre as brincadeiras e chegando a quebrar o braço e a perna. Assim como Guto, ele estava sempre acompanhado de seu anjo da guarda Biel.

- Xurumelo - Um personagem antigo criado em 1996 que atuava como o principal mascote da Xuxa naquela época. Ele é um monstrinho amarelo com asas, sem roupas e um cabelinho rosa. Quando Xuxinha foi criada o personagem foi transferido para a turma dela, porém foi removido ao longo dos anos caindo em esquecimento.

- Monstrocão - Um cachorro bege amigável com uma aparência monstruosa que possui uma boca enorme com dentes afiados, orelhas compridas e um grande topete escuro. Foi originalmente personagem da turma do Xurumelo, mas assim como o mesmo foi movido pra turma da Xuxinha e foi removido com o tempo.

- Zig-Zig - Um besouro azul com capacete e luvas. Assim como Xurumelo foi criado nos quadrinhos clássicos e depois foi transferido para a Turma da Xuxinha onde permaneceu nos primeiros anos.

- Hércules - Um cachorrinho criado nos primeiros anos da Turma da Xuxinha, mas depois foi removido da franquia.

- Bila Bilú - Uma elefanta rosa, loira, com saia e lacinho. Assim como Txutxucão foi criada para os clipes de Xuxa Só Para Baixinhos, mas depois foi introduzida na Turma da Xuxinha.

- Teddy, o Polvo - Um polvo surfista com longos cabelos loiros e óculos esculos. Da mesma forma que Txutxucão e Bila Bilú foi criado para os clipes de Xuxa Só Para Baixinhos, mas depois foi introduzido na Turma da Xuxinha.

- São Pedro - Santo responsável por dar ordens na Xuxinha enquanto ela era um anjo. Ele aparece primeiramente no curta de 1998 e repete seu papel no filme de 2005 com um redesign.

## Controvérsia
Entre 2012 até 2023 marca foi alvo de um processo por plágio de 40 milhões contra Xuxa por conta da coleção Turma da Xuxinha nos 500 anos de Descoberta do Brasil lançada em 2000 como forma de quadrinhos, bonecos e produtos de limpeza, tendo sido apropriada na época pela Xuxa Produções dos personagens da "A Turma do Cabralzinho" criada pelo mineiro Leonardo Soltz em 1997. Foi alegado que Soltz teria oferecido seus personagens como forma de promovê-los numa parceria que foi recusada pela própria apresentadora. Conforme foi revelado o valor do processo totalizou 65,2 milhões de reais.
1. ↑  https://extra.globo.com/tv-e-lazer/criador-da-turma-da-xuxinha-lamenta-descaso-com-desenho-so-queriam-investir-na-xuxa-24569233.html
2. ↑  https://gdxuxa.weebly.com/outros.html
3. ↑  «Xuxa é condenada por plágio». Mundo das Tribos. 18 de outubro de 2012. Consultado em 21 de dezembro de 2023
4. ↑  «Xuxa terá que pagar R$ 40 milhões por plágio de personagens, confirma TJ-RJ». Consultor Jurídico. 13 de dezembro de 2023. Consultado em 21 de dezembro de 2023
5. ↑  «Empresa de Xuxa terá que pagar mais de R$ 40 milhões por plágio de personagens». Terra. 13 de dezembro de 2023. Consultado em 21 de dezembro de 2023